# Revolution Pro Wrestling
Revolution Pro Wrestling (RevPro/RPW) es una empresa británica de lucha libre profesional fundada en agosto de 2012 por Andy Quildan después de separarse de International Pro Wrestling: United Kingdom (IPW:UK).
Revolution Pro Wrestling actualmente tiene sociedades con varias promociones internacionales incluyendo Ring of Honor (ROH), New Japan Pro-Wrestling (NJPW) y Consejo Mundial de Lucha Libre (CMLL). La compañía estadounidense independiente Global Force Wrestling (GFW), también ha trabajado con RPW en el pasado.
Han tenido muchos luchadores importantes internacionales, quiénes han trabajado para RevPro, incluyendo los ahora luchadores de WWE, AJ Styles, Kevin Owens, Apollo Crews, Finn Bálor, Karl Anderson, Luke Gallows, Kalisto, Sami Zayn, Shinsuke Nakamura, Rich Swann y Noam Dar así como los luchadores de NXT, Tommaso Ciampa, Killian Dain y Adam Cole.

## Historia
El 26 de agosto de 2012, en el evento Summer Sizzler de la empresa International Pro Wrestling: United Kingdom (IPW:UK), el promotor Andy Quildan  abandonó la empresa para garantizar que se mantuvieran los altos estándares que estableció para la promoción. Quildan traería consigo los campeonatos Peso Pesado Británico, en Parejas y Crucero a la nueva promoción. RevPro también trabajaría con talentos de otras promociones como Prince Devitt, Big Damo y Noam Dar, quienes luego fueron firmados por WWE. Debido a la creciente popularidad de RevPro, esta se convertiría en una de las mayores promociones en el circuito independiente británico.
El 25 de julio de 2014, RevPro anunció un acuerdo de trabajo con Global Force Wrestling (GFW). El 18 de julio de 2015, RevPro estableció un acuerdo de trabajo con New Japan Pro-Wrestling como parte de su "Nueva Concepción IWGP", una estrategia de expansión global centrada en sus asociaciones internacionales. El acuerdo también llevó a los luchadores de NJPW a hacer apariciones regulares para la promoción. En mayo, RevPro organizó una lucha clasificatoria para el WWE Cruiserweight Classic. Los primeros eventos organizados en conjunto con NJPW fueron Uprising y Global Wars UK, que tuvieron lugar en octubre de 2015. El 3 de marzo de 2016, RevPro lanzó su propio Servicio OTT de streaming, el RPW On Demand. El 16 de marzo, se anunció un acuerdo de trabajo con Pro-Wrestling: EVE, que también presentaría varias defensas del Campeonato de Pro-Wrestling:EVE y eventos de Pro-Wrestling:EVE que se transmiten en RPW On Demand. El 23 de marzo, RevPro lanzó una serie de YouTube, RevPro TV, que se transmite los lunes.
El 8 de junio de 2017, RevPro anunció la realización de la British J-Cup, un torneo basado en la Super J-Cup de NJPW para luchadores de peso crucero de todo el mundo. En agosto de 2017, RevPro se asoció con la promoción estadounidense Ring of Honor (ROH) y la mexicana Consejo Mundial de Lucha Libre (CMLL) para el evento War of the Worlds UK. El 22 de septiembre, RevPro anunció que el contenido proveniente de la empresa Over The Top Wrestling también estaría disponible en RPW On Demand.
El 13 de noviembre, RevPro anunció la creación de su cuarto campeonato activo, el Campeonato Femenino Británico, El 30 de noviembre, RevPro llegó a un acuerdo con NJPW para vender oficialmente su mercancía en la tienda de RevPro, convirtiéndose en su segundo transportista europeo de su mercancía con licencia. El 30 de agosto de 2018, RPW firmó un acuerdo televisivo con FreeSports, donde se estrenó el miércoles y jueves 5 y 6 de septiembre de 2018, en un especial en vivo celebrado en el York Hall de Londres, Inglaterra.  El 3 de octubre, se anunció el torneo Queen of the Ring para su división femenina. El 18 de septiembre de 2019, RevPro anunció que se haría cargo de las operaciones de Southside Wrestling.

## Formación
Revolution Pro Wrestling es sede de una escuela de lucha profesional en Portsmouth, Inglaterra. Esta fue fundada en 2012. La escuela es dirigida por Andy Quildan y el ex 2 veces British Champion Andy 'Boy' Simmonz. La escuela tiene 4 niveles de aprendizaje y en un show en vivo para que los talentos muestren sus habilidade frente a un público en vivo. Enseñan todos los elementos básicos de la lucha libre profesional, así como otras partes vitales para ser un luchador, como la forma de comportarse en las redes sociales.

## Campeonatos

### Campeones actuales
Actualizado el 28 de julio de 2025.
| Título                             | Campeón actual(es):                    | Fecha:                  | Días: | Show/Evento                   | Campeón(es) anterior(es)  |
| ---------------------------------- | -------------------------------------- | ----------------------- | ----- | ----------------------------- | ------------------------- |
| British Heavyweight Championship   | Michael Oku                            | 21 de diciembre de 2024 | 219+  | RevPro Uprising 2024          | Luke Jacobs               |
| British Tag Team Championship      | Young Guns (Ethan Allen & Luke Jacobs) | 16 de marzo de 2025     | 134+  | RevPro Epic Encounter 2025    | Connor Mills & Jay Joshua |
| British Cruiserweight Championship | Nino Bryant                            | 22 de junio de 2025     | 36+   | RevPro Revolution Rumble 2025 | Will Kaven                |
| British Women's Championship       | Mercedes Moné                          | 5 de enero de 2025      | 204+  | Wrestle Dynasty               | Mina Shirakawa            |

## Eventos

### Eventos importantes
- High Stakes
- Summer Sizzler
- Uprising

### Eventos en colaboración
- Global Wars UK (con NJPW)
- War of the Worlds UK (con CMLL, ROH, y NJPW)
- Strong Style Evolved UK (con NJPW)

### Torneos
| Torneo            | Actual ganador(es) | Fecha                   | Ubicación              |
| ----------------- | ------------------ | ----------------------- | ---------------------- |
| British J Cup     | O.J.M.O            | 24 de noviembre de 2019 | Londres, Inglaterra    |
| Queen of the Ring | Sammii Jayne       | 6 de enero de 2019      | Manchester, Inglaterra |

## Luchadores que han trabajado para RPW
| ACH                   | Donovan Dijak      | Josh Bodom             | Mike Hitchman/Wild Boar | Shane Strickland  |
| Addy Starr            | Drew Galloway      | Josh Wall / Kelly Sixx | Mike Whiplash           | Shelton Benjamin  |
| AJ Styles             | Eddi Dennis        | Jordan Devlin          | MK McKinnan             | Shinsuke Nakamura |
| Adam Cole             | Eddi Edwards       | Jyushin Thunder Liger  | Morgan Webster          | Sierra Loxton     |
| Alberto el Patrón     | El Generico        | Juventud Guerrera      | Magnus                  | Sonjay Dutt       |
| Alex Koslov           | El Ligero          | Karl Anderson          | Nick Jackson            | Stixx             |
| Alex Windsor          | El Phantasmo       | Karsten Beck           | Nina Samules            | Tajiri            |
| Andrew Everett        | Evil               | Katsuyori Shibata      | Noam Dar                | T-Bone            |
| Andy Boy Simmonz      | Fit Finaly         | Kazuchika Okada        | Oliver Carter           | Terrie Frazier    |
| Angélico              | Fearless Flatliner | Kenbai                 | Paul Robinson           | Tetsuya Naito     |
| Austin Aries          | Frankie Kazarian   | Kenny Omega            | Patrick Sammon          | Timothy Tatcher   |
| Bad Luck Fale         | Gedo               | Kevin Steen            | Pete Dunne              | Tiger Ali         |
| Bea Priestley         | Grado              | Kid Lykos              | PJ Black                | TK Cooper         |
| Big van Walter        | Grand Master Sexay | Kris Travis            | Prince Devitt           | Tommaso Ciampa    |
| Big Damo              | Hanson             | Kurt Angle             | Rampage Brown           | Tommy End         |
| Bram                  | Hiromu Takahashi   | Kurtis Chapman         | Raymond Rowe            | Tomoaki Honma     |
| Brodus Clay           | Hirooki Goto       | Kushida                | Rhia O'Reilly           | Tomohiro Ishii    |
| Bubblegum             | Hiroshi Tanahasi   | Kyle Fletcher          | Ricochet                | Toni Storm        |
| Buff Daddy            | Hiroyoshi Tenzan   | Kyle O'Reilly          | Rich Swann              | Travis Banks      |
| Bully Ray             | Hornswoggle        | Lee Hunter             | Rishi Ghosh             | Trent Seven       |
| Bushi                 | Jack Swagger       | Lion Kid               | Rikishi                 | Trevor Lee        |
| Cara Noir/Tom Dawkins | Jake McCluskey     | Lio Rush               | RJ Singh                | Tyler Bate        |
| Carlito               | James Castle       | Lord Gideon Grey       | Rob "The Gob" Lias      | Uhaa Nation       |
| Chris Brookes         | James Davis        | Luke Phoenix           | Rob Lynch               | Último Dragón     |
| Chris Hero            | James Tighe        | Mark Andrews           | Robbie Dynamite         | Vader             |
| Christopher Daniels   | Jay Lethal         | Mark Davis             | Robbie X                | Veda Scott        |
| Chuck Cyrus           | Jay Sammon         | Mark Haskins           | Rocky Romero            | Will Castle       |
| Chuck Taylor          | Jay White          | Martin Kirby           | Rockstar Spud           | Will Ospreay      |
| Colt Cabana           | JD Knight          | Martin Stone           | Roderick Strong         | X-Pac             |
| Dahlia Black          | Jeff Cobb          | Marty Scurll           | Roy Knight              | Xia Brookside     |
| Dalton Castle         | Jerry Lynn         | Matt Cross             | Ryan Smile              | Yoshi-Hashi       |
| Dan Magee             | Jim Hunter         | Matt Jackson           | Ryan Bodom              | Yuji Nagata       |
| Dave Mastiff          | Jimmy Havoc        | Matt Nathan            | Ryback                  | Zack Gibson       |
| Davey Boy Smith Jr.   | Jinny Couture      | Matt Sydal             | Samurái del Sol         | Zack Sabre Jr.    |
| Davey Richards        | Jody Fleisch       | Matt Taven             | Sami Callihan           | Zak Knight        |
| David Starr           | Joel Masters       | Max Voltage            | Sanada                  | Zan Phoenix       |
| Dean Allmark          | Joel Reman         | Michael Elgin          | Satoshi Kojima          | Zoe Lucas         |
| Doc Gallows           | John Morrison      | Mike Bailey            | Scotty 2 Hotty          |                   |
| Doug Williams         | Jonny Storm        | Mike Bennet            | Sha Samuels             |                   |